# N.Y. State of Mind
"N.Y. State of Mind" é uma canção do rapper americano Nas de seu álbum de estúdio de estreia Illmatic (1994). A canção foi produzida por DJ Premier. A canção fala sobre o talento de Nas e descreve o ambiente perigoso que é a cidade de Nova Iorque. Nas atribuiu a canção "Streets of New York" por Kool G Rap como uma das principais influências na música (Kool G Rap mais tarde experimentaria essa música, além de dar a Nas um ponto de convidado em seu álbum 4,5,6).
About.com classificou "N.Y. State of Mind" em #74 lugar em seu Top 100 das Melhores Canções de Rap de Sempre.
A revista Rolling Stone colocou a música em sua lista das 50 Melhores Canções de Hip-Hop de Todos os Tempos.